# Gigantes y cabezudos de Alcalá de Henares
La comparsa de gigantes y cabezudos de Alcalá de Henares es un espectáculo lúdico de gran tradición y expectación en las fiestas populares de Alcalá de Henares, sobre todo entre el público infantil. Participa en su máximo esplendor en las Ferias de finales de agosto, pero también la podemos encontrar en las fiestas patronales y en las de los cinco distritos de la ciudad, así como en los pueblos de los alrededores y en concentraciones giganteras.
La actual Comparsa Cervantina se mantiene activa, casi ininterrumpidamente, desde su creación por el Ayuntamiento en el año 1902. Es un elemento lúdico e identificativo de las fiestas. Es un evento con carácter centenario en la ciudad, aunque debido a las continuas transformaciones y apariciones en los diversos espectáculos, han provocado un gran desgaste de las figuras a lo largo de su historia, lo que nos impide disfrutar en la actualidad de los personajes y gigantes originales, teniendo el más antiguo en torno a cincuenta años.

## Historia

### Antecedentes

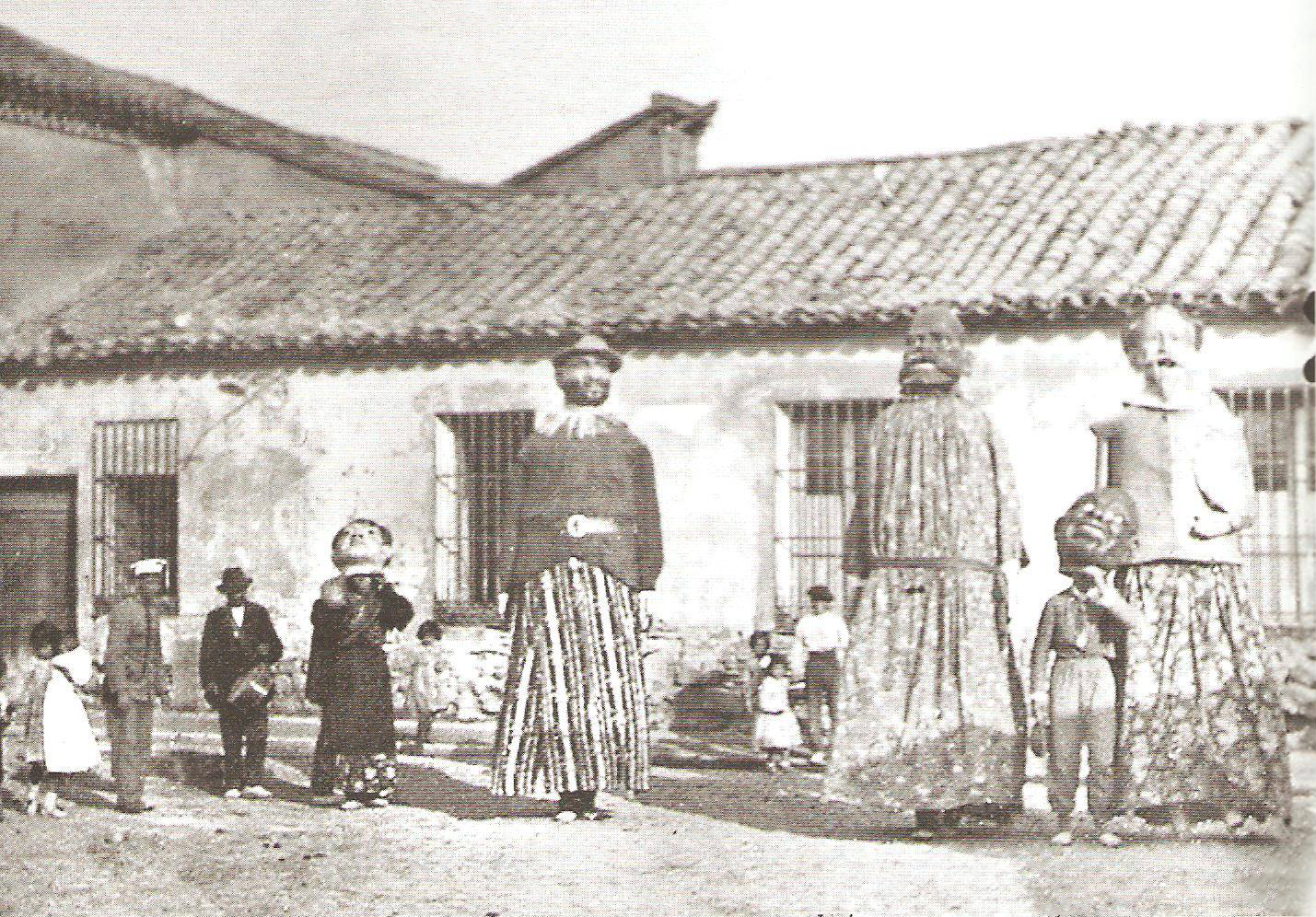
Gigantes y cabezudos de Alcalá en 1918 (Miguel Pereira Sánchez).

En Alcalá de Henares los pasacalles están documentados desde el año 1525, por lo que es la tercera ciudad más antigua en este tipo de desfiles, después de Toledo y Sevilla. Los gigantes, como figuras no religiosas, desfilaron ese año en la procesión del Corpus Christi y en la entrada a la ciudad del arzobispo de Toledo  Alonso de Fonseca.
En 1651 el Ayuntamiento de Alcalá encargó cuatro nuevos "gigantones" (así se denominaban entonces) y una "gigantilla" al maestro carpintero Francisco González Bravo. En 1658 se amplió la comparsa con una nueva pareja, obra del mismo artesano y pintada por Gregorio de Utande. Así, la comparsa de complutense estaba compuesta, además de la gigantilla, por tres parejas de reyes (rey y reina) españoles, turcos y negros; que representaban a tres continentes: Europa, Asia y África. Los gigantes, junto con la tarasca, abrían el cortejo procesional del Corpus, siendo unos elementos básicos de este festejo, ya que se interpreta su presencia como un símbolo del reconocimiento de Jesucristo en todo el mundo.
Con la Ilustración se cuestionó la presencia de los gigantes, la tarasca y las danzas en los festejos religiosos, considerándolos elementos irreverentes y contrarios a la fe. Hasta que, una real orden de Carlos III en 1780 los prohibió definitivamente.

### Siglo XX

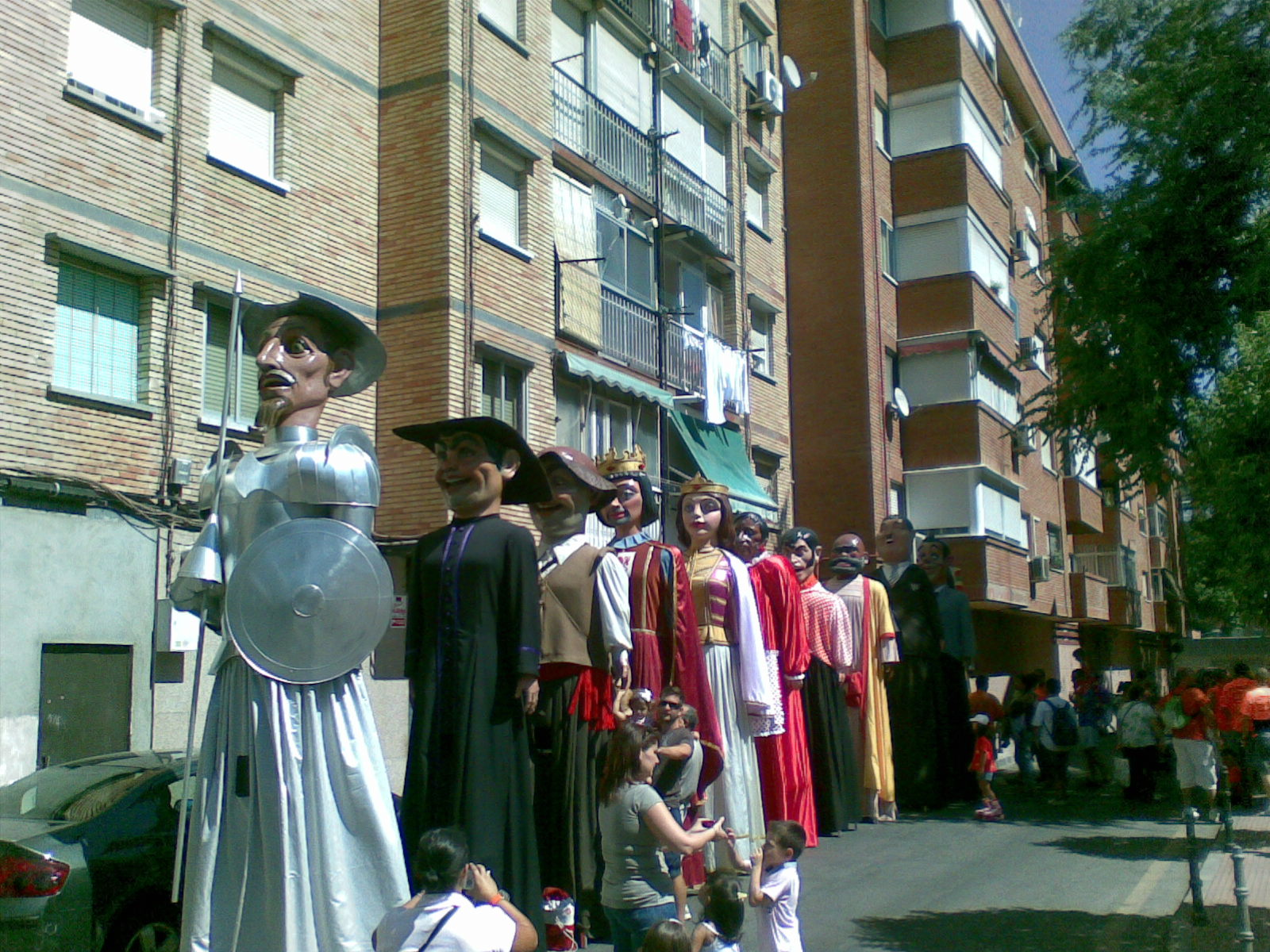
Los gigantes en las Fiestas.

Con el fin de dotar a las fiestas de la ciudad de un espectáculo infantil digno, y que tuviera una buena y amplia acogida por parte del público, se decidió crear una comparsa de gigantes y cabezudos para las ferias del año 1902. Esa primera comparsa estuvo compuesta por tres personajes que representaban a Don Quijote de la Mancha, su escudero Sancho Panza y el "Negrazo". Desde entonces desfilaron todos los días de ferias, acompañados de música popular a base de dulzaina y tamboril. Compañeros inseparables de los gigantes siempre fueron los cabezudos, siendo los más populares el “Tío negro”, la “Pelines” o “Marí pelos”, el “Aragonés” y el “Señorito” o el “Pollo pera”. Tuvo una gran aceptación y se convirtió, desde entonces, en un desfile imprescindible en los actos festivos de Alcalá. 
Los gigantes, tras superar la Guerra civil española, sufrieron cambios en sus personajes. Se mantenía el "Negro con moño"; mientras que el gigante que representaba a Sancho Panza lo transformaron en "El gitano". También desapareció la figura de Don Quijote. A lo largo de los años 40 fueron apareciendo nuevos personajes, como "Inés la lotera", "La maestra" y "El maestro", "Geppetto" y "Blancanieves"; les acompañaban los siete enanitos como cabezudos. Era una comparsa de 7 gigantes considerada de una gran calidad. Necesitaron reparaciones a lo largo de esos años, pero se mantuvieron en activo.
En la década de los años 60, con el objetivo de aumentar la comparsa, pero sin reparar las figuras más antiguas, se encarga la elaboración de unos nuevos gigantes a un constructor local. El resultado no fue satisfactorio y la prensa local hace referencias a las figuras como de poco valor artístico. No fueron aceptadas, y este error llevó a que el espectáculo perdiera seguidores. Los gigantes fueron muy numerosos, rondando la treintena, con personajes muy variados del ámbito del cine, los oficios típicos o caracterizaciones personales. Su calidad técnica tampoco era buena, lo que provocó que su duración media fuera de 10 años. Sólo perdura hasta nuestros días, en forma de gigante, el personaje que representa a Geppetto, el más antiguo de la comparsa actual.
En 1974, tras los errores de la década anterior, el Ayuntamiento encargó la realización de unos nuevos personajes para la comparsa a unos talleres especializados. Así nació la que se denomina "Comparsa Cervantina", formada por Don Quijote, Sancho Panza, Dulcinea, El cura y Los duques, en honor a la obra del hijo más ilustre de la ciudad, Miguel de Cervantes. Fue una decisión que relanzó el espectáculo. Poco a poco fue creciendo con más personajes y algunos cabezudos, como el indio, el gitano y el demonio, se reconvierten en gigantes. A lo largo de todo este tiempo ha tenido diversas vicisitudes, con la necesidad de arreglos urgentes y otros de carácter ordinario. 
En la década de los 80 se perdió el gigante de Sancho Panza, por causas no esclarecidas. Esto provocó que año más tarde se construyera un Sancho Panza completamente distinto al anterior. En 1996 fue necesaria una importante restauración tanto de las telas como de los cuerpos de las figuras, y de sus estructuras de soporte. Un año después se creó, por encargo de la peña de los Doblones, el gigante erróneamente denominado el Vikingo o el Pirata; además se recuperó el Negro con Moño. Y en 1998 se creó la Doctora de Alcalá (María Isidra de Guzmán y de la Cerda) y se rehicieron tres cabezudos que habían desaparecido: María la Guarra, Napoleón y el Aragonés.

### SigloXXI

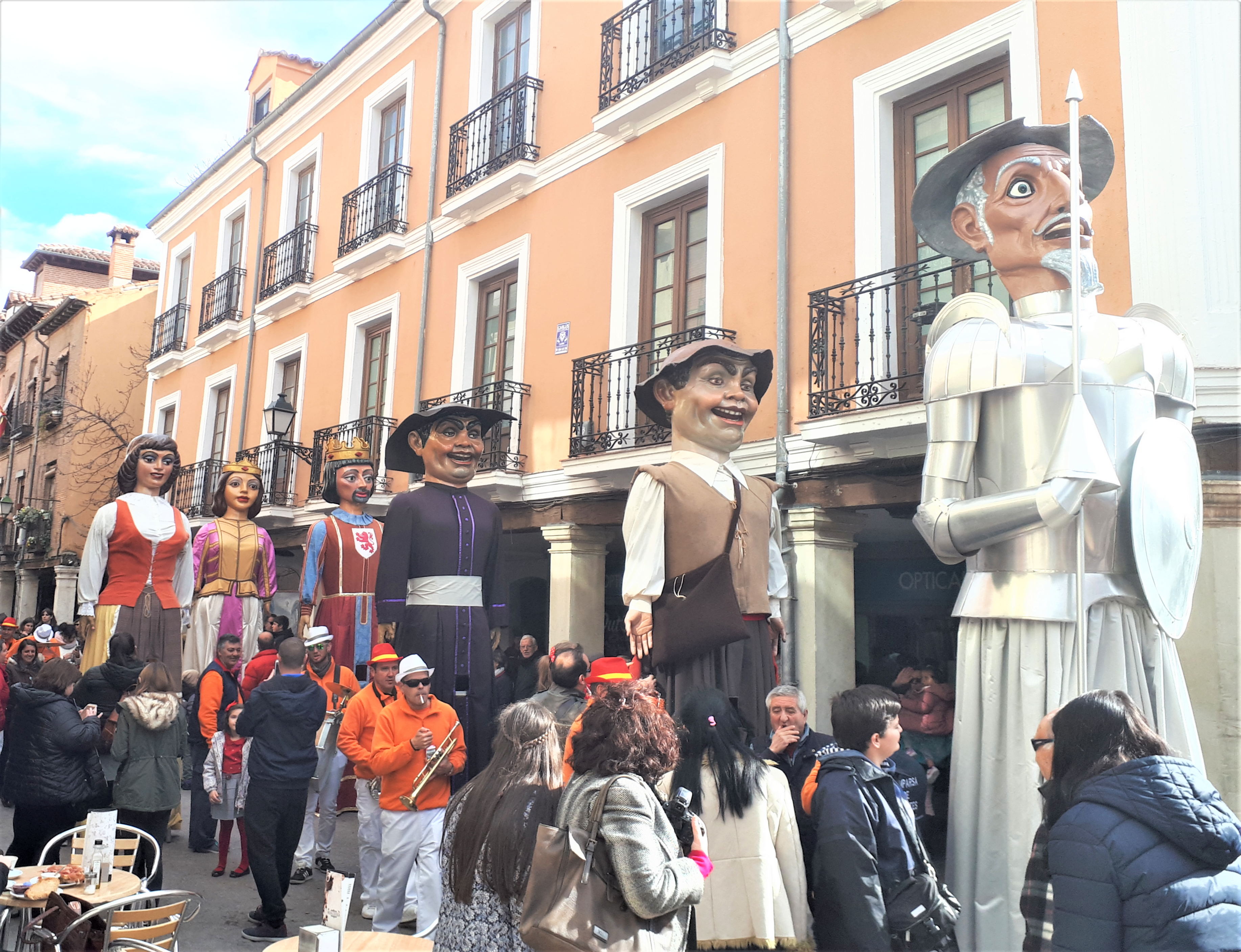
Desfilando por la calle Mayor de Alcalá de Henares.

En el año 2002 cumplió su primer centenarios, celebrando una concentración "gigantera". La última reforma considerable se produjo en el año 2005, coincidiendo con el IV Centenario de la publicación del Quijote. Todos los miembros de la Comparsa Cervantina se sometieron a una reforma profunda de sus cabeza, vestimentas y cuerpos, ganado en altura, y recibiendo la incorporación del gigante que representa a Miguel de Cervantes. 
En el año 2011, se incorporó un personaje que representa a un tuno de la Universidad de Alcalá, caracterizado por jubón de color negro, una beca azul con el escudo de la Universidad, una capa corta sobre los hombros, y una pandereta en la mano derecha.
En 2019 se añadió a la Comparsa Cervantina el gigante "Maese Nicolás". Representa al barbero del libro de Don Quijote de la Mancha.
El día 3 de febrero de 2019 se inauguró un nuevo gigante en Alcalá de henares, San Juan Bosco, cedido por la casa de Salesianos de la ciudad. Se trata del primer gigante que se fabrica de este santo; la figura se ha elaborado de forma artesanal por personas vinculadas a la Casa salesiana de Alcalá.

## Características
El espectáculo de gigantes y cabezudos se organiza en forma de comparsa (grupo ataviado con intención lúdica que participa en una fiesta popular) y se completa con una banda de música, que ameniza el desfile con canciones populares y marca el ritmo de las danzas.
Tanto los gigantes, como los cabezudos y los caballitos están diseñados para que una persona los porte metida en su interior (porteador o gigantero), generalmente llevándolos en volandas, aunque ocasionalmente algún gigante ha ido sobre ruedas debido a su gran peso. Hay dos formas de desplazar los gigantes: paseando (desfilando lentamente) o danzando (con movimientos rítmicos y coordinados). Los cabezudos y los caballitos corren y saltan persiguiendo a los niños.
Los materiales empleados para construir las figuras eran tradicionalmente el cartón piedra para la cabeza y las manos, y la madera y el mimbre para la estructura interna del cuerpo; sin embargo, en la actualidad están compuestos por fibra de vidrio, aluminio y poliestireno expandido, respectivamente. Y, siempre, las telas para la indumentaria.

## Gigantes
La función de los gigantes es recorrer las calles y danzar al compás de la música, para animar el ambiente festivo y popular. En Alcalá de Henares ha habido hasta 55 gigantes diferentes a lo largo de su historia. Actualmente la comparsa está formada por 27 personajes, de los cuales suelen desfilar en las fiestas entre 10 y 12 figuras. 

### Comparsa Cervantina
| Gigante | Imagen |
| --- | ------ |
| Denominación: Cervantes. Peso: 70 kg. Altura: 4,20 m. Antigüedad: año 2005. Autor: Toni Mujal.                                           |        |
| Denominación: Don Quijote. Peso: 70 kg. Altura: 4,10 m. Antigüedad: año 1902, figura renovada en 1974.                                   |        |
| Denominación: Sancho Panza. Peso: 45 kg. Altura: 3,40 m. Antigüedad: año 1902, figura renovada en 1974 y que volvió a renovarse en 1986. |        |
| Denominación: Dulcinea. Peso: 30 kg. Altura: 3,30 m. Antigüedad: año 1974.                                                               |        |
| Denominación: El Cura (o El Bachiller). Peso: 30 kg. Altura: 3,40 m. Antigüedad: año 1974.                                               |        |
| Denominación: El Duque. Peso: 30 kg. Altura: 3,40 m. Antigüedad: año 1974.                                                               |        |
| Denominación: La Duquesa. Peso: 30 kg. Altura: 3,40 m. Antigüedad: año 1974.                                                             |        |
| Denominación: Maese Nicolás. Altura: 2,80 m Antigüedad: año 2019.                                                                        |        |

### Resto de gigantes
| Gigante | Imagen |
| --- | ------ |
| Denominación: La Doctora de Alcalá. Peso: 40 kg. Altura: 3,10 m Antigüedad: año 1998.                                            |        |
| Denominación: El tuno. Peso: 45 kg. Altura: 2,90 m. Antigüedad: año 2011. Autor: Toni Mujal. Inspirado en el tuno Jesús de Hoyos |        |
| Denominación: Geppetto. Peso: 30 kg. Altura: 2,90 m. Antigüedad: mediados de los años 50.                                        |        |
| Denominación: El Gordo. Peso: 40 kg. Altura: 4,00 m Antigüedad: año 1986.                                                        |        |
| Denominación: El Flaco. Peso: 35 kg. Altura: 3,80 m Antigüedad: año 1986.                                                        |        |
| Denominación: El negrazo o el negro con moño. Peso: 50 kg. Altura: 3,80 m. Antigüedad: año 1902, figura renovada en 1997.        |        |
| Denominación: El moro o el Moro Muzaraque. Peso: 30 kg. Altura: 4,10 m                                                           |        |
| Denominación: El indio. Peso: 40 kg. Altura: 3,80 m. Antigüedad: año 1975                                                        |        |
| Denominación: El gitano. Peso: 30 kg. Altura: 3,70 m Antigüedad: década de los años 40.                                          |        |
| Denominación: La gitana. Peso: 30 kg. Altura: 4,00 m Antigüedad: década de los años 40.                                          |        |
| Denominación: La bruja. Peso: 30 kg. Altura: 3,00 m Antigüedad: década de los años 60.                                           |        |
| Denominación: El doblón o el pirata. Peso: 35 kg. Altura: 4,00 m Antigüedad: año 1997. Regalo de la Peña Los Doblones.           |        |

### Comparsa de Navidad
En 1998 aparecieron como gigantes los tres Reyes Magos: Melchor, Gaspar y 
 Baltasar. Desfilan, acompañados de sus pajes, todos los días por la mañana durante las Navidades, y la tarde del 5 de enero en la cabalgata de Reyes. Confeccionados por María Jesús Vázquez Madruga, Paquita Rodríguez Martínez y Florinda Martínez, a partir de la idea de Vicente Fernández.

## Cabezudos y gigantillos
Los cabezudos son figuras de menor tamaño, y se dedican a perseguir a los niños. Suelen portar una vejiga inflada con aire y atada a un palo, para golpear sin dañar.
Estos son los 3 cabezudos más antiguos de Alcalá de Henares, pero luego hay otros cabezudos y también están los gigantillos que son llevados por los niños de la comparsa.
CABEZUDOS: Diablo Amarillo, Cerdito, lobo feroz, reina malvada, Blancanieves, la niña, el payaso, el pirata, el Gordo, el Flaco y Doraemon (únicamente visto en 2019)
GIGANTILLOS: Dulcinea, Cervantes, El Flaco, El Bachiller, Sancho Panza, El indio (únicamente visto en 2013) El indio, el duque, el enanito, chapín, Homer Simpson y su mujer, Pinocho, el gitano, el aldeano, el tuno, Mickey Mouse, Menni Mouse, Sin Chan y la duquesa 

## Caballitos
Aparecen por primera vez en 1963, pero de duración efímera. Reincorporándose a la comparsa, en 1990, dos caballitos de cartón, uno blanco y otro negro. Los montan dos jinetes vestidos con casaca y tricornio. Danzan al ritmo de la música, y simulan cabriolas alzando las patas delanteras. 

## Tragaldabas
El Tragaldabas o Gargantúa es un tipo de gigante que no desfila ni danzan, es una figura estática. Se incorporó en 1998 a las ferias de Alcalá. Este personaje siempre tiene hambre, por lo que "come niños" continuamente. Estos se meten por su enorme boca mediante una escalinata y, a través de un tobogán, salen por la parte trasera del gigante.

## Los Pequeñantes
Desde las Ferias y Fiestas del año 2022 hay una nueva comparsa, compuesta por una docena de personajes como: Chaplin, el aldeano, el baturro, el enanito, el gitano pequeño, el pirata, el tuno pequeño, el vampiro, la dragona Arya, la Torre de San Justo, Pinocho y Popeye. Estos "Gigantillos" están diseñados y construidos por la Asociación Jóvenes Giganteros y Cabezudos "Los Pequeñantes", cuya primera salida desfilando y bailando por Alcalá de Henares la hicieron el 21 de agosto.